# Guerrera vikinga de Birka

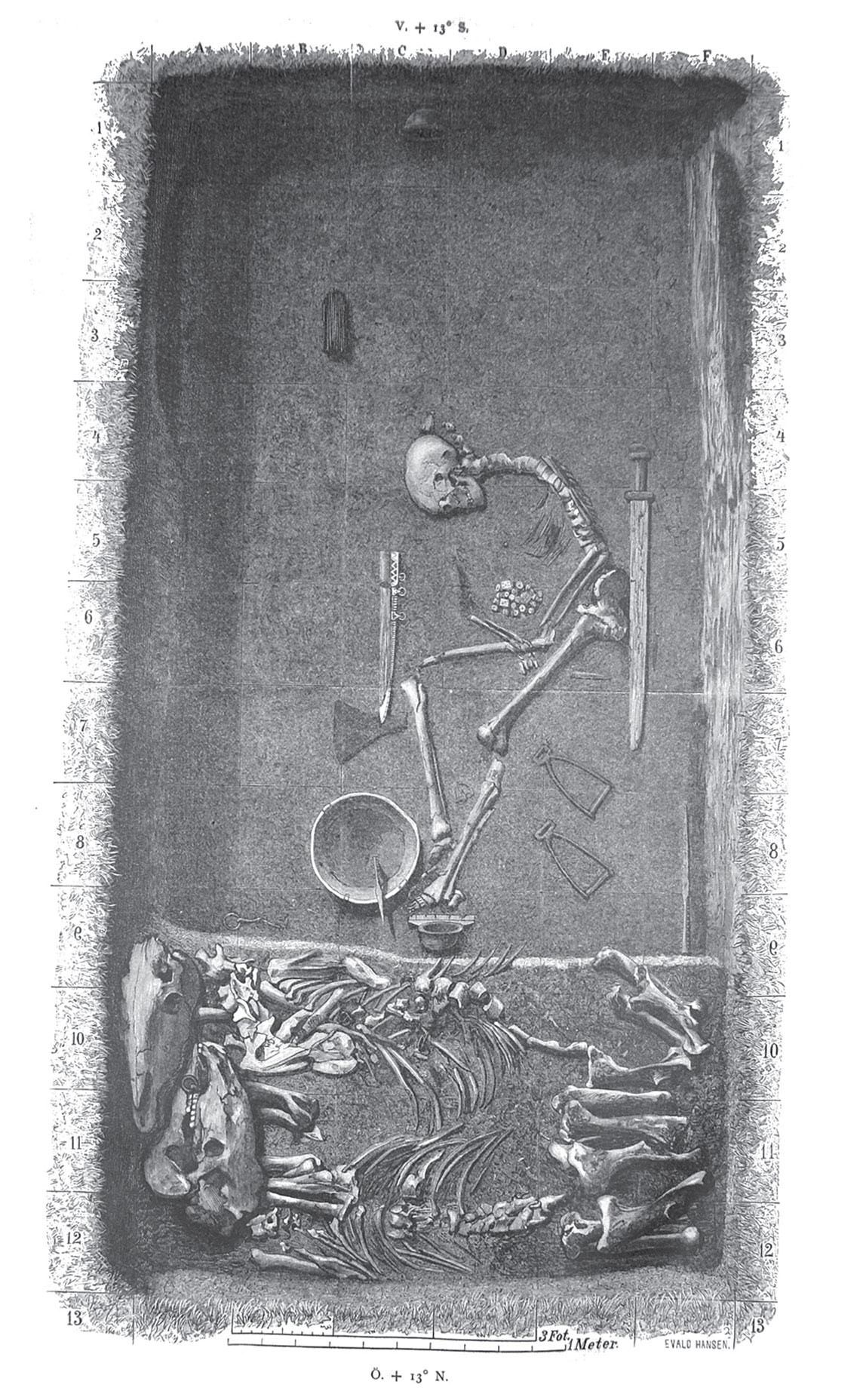
Dibuix de la tomba arqueològica etiquetada Bj 581 per Hjalmar Stolpe a Birka, Suècia, publicat el 1889

La guerrera vikinga de Birka fou una dona soterrada amb accessoris guerrers vikings d'elit en una tomba del segle x a Birka, Suècia. Considerada un guerrer masculí des de l'excavació de la tomba el 1889, al 2017 es comprovà amb una anàlisi osteològica i un estudi d'ADN que les restes són d'una dona. L'estudi conclou que els objectes soterrats amb ella palesen que era una guerrera professional d'alt rang. Aquesta conclusió s'ha rebatut per prematura per alguns arqueòlegs i historiadors que consideren que els artefactes no evidencien que les dones fossen guerreres en la cultura vikinga. Aquesta controvèrsia ha contribuït al debat sobre els rols de gènere de les dones en la societat vikinga.

## Registres arqueològics

### Excavació inicial
En la dècada de 1870, l'arqueòleg i etnògraf Hjalmar Stolpe (1841-1905) excavà una cambra funerària al jaciment d'època vikinga de Birka, a l'illa de Björkö, a Suècia. El 1889 documentà la tomba com Bj 581. Ha estat considerada «una de les tombes més emblemàtiques de l'època vikinga». La tomba estava marcada amb una gran roca i era en una terrassa elevada en contacte directe amb la guarnició. La cambra funerària era de fusta i tenia 3,45 m de llarg i 1,75 m d'ample. El cos es trobà assegut amb peces de seda i adorns de fil d'argent. Els objectes a la tomba eren «una espasa, una destral, una llança, fletxes, un coltell de batalla, dos escuts i dos cavalls, una euga i un semental». Durant els 128 anys següents es va assumir que l'esquelet era el d'un «home endurit en la batalla». El guerrer arribà a ser comparat amb «un personatge de la Cavalcada de les valquíries, de Richard Wagner».

### Reanàlisi de les restes òssies
Uns estudis de la dècada del 1970 havien qüestionat la suposició que l'esquelet era masculí. Una anàlisi osteològica dels ossos pèlvics i la mandíbula de l'esquelet realitzada al 2014 per la bioarqueòloga Anna Kjellström de la Universitat d'Estocolm demostrà que era la tomba d'una dona. Alguns arqueòlegs s'hi mostraren escèptics, i citaren la probabilitat que els ossos haguessen estat mal etiquetats, o potser barrejats amb ossos d'altres tombes properes.
Un estudi dirigit per Charlotte Hedenstierna-Jonson, publicat al setembre de 2017, assenyalava que l'«anàlisi osteològica de Kjellström suscità preguntes sobre sexe, gènere i identitat entre els guerrers vikings». L'equip d'Hedenstierna-Jonson extragué ADN de mostres preses d'una dent i un os del braç de la persona enterrada en Bj 581. Segons Maca Krezwinska, es demostra que l'esquelet és d'una dona, amb cromosomes X, i sense cromosomes Y.
El mateix estudi també analitzà els isòtops d'estronci en l'esquelet per determinar-ne el perfil genètic: té marcadors genètics semblants a la gent actual que viu en àrees que eren sota la influència vikinga. Això ha plantejat la qüestió de si la persona era o no originària de Birka, o si s'hi havia establert posteriorment.
La conclusió de l'estudi fou que «l'individu de la tomba Bj 581 és la primera dona guerrera vikinga d'alt rang confirmada». Els autors respongueren a les crítiques al seu estudi original en un segon article publicat en Antiquity, que donava informació addicional sobre la seua metodologia i en reafirmava la conclusió.

### Anàlisi dels artefactes de la tomba
L'anàlisi del contingut de la tomba mostrà un joc amb un tauler i peces, la qual cosa es va considerar evidència del seu pensament estratègic i palesava «que era una oficial que podia guiar les tropes a la batalla». The Guardian informà: «Les peces de joc, potser de hnefatafl, un precursor dels escacs, suggereixen que la guerrera de la tomba de Bj 581 era una estratega de batalla». Segons Kjellström, «només uns pocs guerrers són enterrats amb peces de joc, i assenyalen el pensament estratègic». Les proves també suggereixen un membre de la casta militar. The Washington Post deia: «El guerrer era, de fet, una dona. I no qualsevol dona, sinó una guerrera vikinga, una skjaldmö, com Brienne de Tarth de Game of Thrones». L'arqueòleg David Zori remarcà que «moltes sagues vikingues, com la Saga völsunga del segle xiii, parlen de les escuderes lluitant junt amb els guerrers masculins».

## Interpretacions
Els estudiosos no s'han posat d'acord sobre la interpretació de les troballes dels soterrars vikings. La professora d'estudis vikings Judith Jesch refutà la conclusió de l'estudi que l'esquelet soterrat en Bj 581 era femení, i argumentà que des que la tomba s'excavà al 1889, els ossos d'altres tombes poden haver estat barrejats; que la inferència que ella era una guerrera a causa de peces de caça soterrades era una especulació prematura; i que els investigadors no consideraren altres raons per les quals el cos d'una dona acabà a la tomba d'un guerrer.
Els autors de l'article d'Hedenstierna-Jonson remarcaren que «els erudits vikings s'han mostrat poc inclinats a reconéixer la influència de les dones guerreres», i que «a Birka, la tomba Bj 581 es presentà com a exemple d'una elaborada tomba de guerrer masculí d'alt estatus». Citaren també l'estudi de Marianne Moen del 2011 que concloïa que «la imatge del guerrer masculí en una societat patriarcal es veia reforçada per les tradicions de la recerca i les idees preconcebudes contemporànies».
L'equip de Hedenstierna-Jonson valorà aspectes sobre la identificació del sexe de les restes en el context dels objectes soterrats amb els ossos, i afirmà que «la distribució dels béns funeraris dins la tomba, la seua relació espacial amb l'individu femení i l'absència de qualsevol objecte funerari atribuït típicament a una dona» qüestionava les possibilitats que els altres artefactes pertanyessen a la família, o a un home «ara desaparegut» de la tomba. Contestant la pregunta «¿les armes determinen necessàriament un guerrer?», els autors subratllen que la interpretació de la pertinença dels objectes soterrats amb el cos «ha de fer-se de manera semblant, independentment del sexe biològic de la persona soterrada».
Després d'observar l'androcentrisme en l'arqueologia i de comentar les preguntes plantejades en interpretar l'evidència d'una dona guerrera, un observador escrigué:
Les vertaderes preguntes, les preguntes interessants: ¿què significa que Bj 581 fos una dona? ¿què ens diu això sobre com s'estructurava la societat vikinga? ¿era Bj 581 única, o representava una categoria de dones que ha estat relegada en gran manera a la mitologia? ¿i què ens pot dir açò sobre com es veia i experimentava el conflicte violent? Hedenstierna-Jonson et al. inauguraren tota una línia de preguntes que ens recorden com de complexes, riques i fascinants són en realitat les societats humanes quan les estudiem pel que eren i no perquè reflectisquen el que pensem que som.

 
L'estudi d'Hedenstierna-Jonson conclou dient: «La combinació de la genòmica antiga, les anàlisis d'isòtops i l'arqueologia pot contribuir a la reescriptura de la nostra comprensió de l'organització social en relació amb el gènere, la mobilitat i els patrons d'ocupació en les societats passades». L'historiador suec Dick Harrison, de la Universitat de Lund, assenyala: «El que ha ocorregut en els darrers 40 anys amb la recerca arqueològica, en part impulsada per la recerca feminista, és que s'ha descobert que les dones són sacerdotesses i dirigents.... Això ens ha obligat a reescriure la història».

## Dones guerreres en altres fonts de l'època vikinga
La imatge de les dones guerreres no era aliena als vikings. Hi ha diversos exemples de representacions femenines en què se les veu empunyant armes.

### Mitologia
En la mitologia nòrdica trobem la representació d'un grup de dones guerreres anomenades valquíries. Aquest grup de dones, esmentat en l'Edda poètica, actuen com a guardianes en el Valhalla i assignen la mort en el camp de batalla. Rares vegades se les representa en combat, però empunyen llances.
Les dones escuderes (skjaldmö) són guerreres que assumeixen característiques i actituds tradicionalment assignades a homes, com el vestit i el maneig d'armes. Ho fan perquè ja no queda cap membre masculí de la família o per fugir del matrimoni.

### Iconografia
El tapís d'Oseberg representa figures antropomorfes amb vestits que s'assemblen als de les dones de l'era vikinga, i sostenen llances i espases.
Una sèrie de fermalls trobats a Tissø, Dinamarca, representa el que es creu que són figures femenines armades a cavall.
Una figura tridimensional trobada a Hårby, Dinamarca, representa una figura femenina de l'època vikinga amb una espasa i un escut. El públic hi veu una representació d'una valquiria, però enlloc de la mitologia nòrdica es descriu les valquíries empunyant espases (la seua arma preferida és una llança). Això planteja interrogants sobre si aquesta figura podria representar una dona guerrera.

Literatura
Saxo Grammaticus, en la Història dels danesos, retrata dones guerreres vestides com homes i empunyant armes.
La literatura de les sagues també en té molts exemples. Freydís, en la Saga Grœnlendinga, és manipuladora i cobejosa. Després d'enganyar la gent amb qui viatjava, assassina cinc dones amb una destral.
La Saga de Laxdœel narra la història d'Auðr, el marit de la qual la deixa per una altra dona perquè sempre duu pantalons d'home. Decideix venjar-se'n i, vestida d'home, el mata amb una espasa. Aquesta saga té la més àmplia gamma de personatges femenins de totes les sagues, i probablement tenia un públic femení. Presentava una alternativa a les vides desencantades que vivien les dones a causa del seu limitat paper social.
Hervör, en la Saga Hervarar, és filla única d'Angantyr. Des de molt jove mostra més aptitud per a les armes que per les tasques suposadament femenines. Empunya l'espasa de la família en contra dels desigs de son pare i participa en moltes aventures. Quan es decideix a tenir fills la línia masculina de la família es restaura, i li permet baixar el mant de fill que Angantyr mai no va tenir.